# Winter Tales
『Winter Tales』（ウィンター・テイルズ）は、松田聖子のコンピレーション・アルバム。1996年11月1日発売。発売元はSony Records。

## 解説
Sony Recordsからマーキュリー・ミュージックエンタテインメント（現・ユニバーサルミュージック）に移籍後、Sony Recordsから発売された。
移籍後にアーティストの意思に反して発売された非公式アルバムのような位置付けであるが、コンサート・ツアー・パンフレットのディスコグラフィにも掲載される公式のアイテム。
クリスマスや冬の情景が描かれた作品を中心に選曲されたコンピレーション・アルバム。なお、「きっと、また逢える…」「抱いて…」など、特別冬を感じさせない楽曲も収録されているため、あくまで「冬のイメージを持つ」楽曲集である。
翌1997年6月21日に発売された、サマー・コンピレーション・アルバム『Seaside 〜Summer Tales〜』は姉妹作品。
アルバム・ジャケットは、1992年12月2日に発売された企画アルバム『Sweet Memories'93』のCDジャケット別カットを冬っぽく加工して使用された。
2006年7月19日に発売された、74枚組CD BOX『Seiko Matsuda』に、デジタル・リマスタリング仕様、かつLPサイズジャケットにリニューアルされて同梱された。リマスター盤の個別販売はない。

## 収録曲
作詞:松本隆（特記以外）
1. Pearl-White Eve　（5:08）
  - 作曲:大江千里　編曲:井上鑑
  - 企画アルバム『Snow Garden』（1987年11月21日）、
  - 『Christmas Tree』（1991年11月21日）収録アルバム・バージョン
2. Together for Christmas　（3:41）
  - 作詞:Seiko Matsuda
  - 作曲:Seiko Matsuda・Ryo Ogura　編曲:Yuji Toriyama
  - クリスマス・アルバム『A Time for Love』（1993年11月21日）収録
3. ハートのイアリング　（4:04）
  - 作曲:Holland Rose　編曲:大村雅朗
4. 凍った息　（4:12）
  - 作曲:大江千里　編曲:井上鑑
  - シングル「Pearl-White Eve」B面
5. December Morning　（4:33）
  - 作曲:財津和夫　編曲:鈴木茂
  - アルバム『風立ちぬ』（1981年10月21日）収録
6. 愛されたいの　（4:22）
  - 作曲:財津和夫　編曲:大村雅朗
  - シングル「野ばらのエチュード」（1982年10月21日）片面
7. Blue Christmas　（4:08）
  - 作曲:財津和夫　編曲:大村雅朗
  - クリスマス・アルバム『金色のリボン』（1982年12月5日）、
  - 『Christmas Tree』収録
8. 雪のファンタジー　（3:53）
  - 作曲・編曲:大村雅朗
  - 企画アルバム『Snow Garden』収録
9. 恋人がサンタクロース　（4:29）
  - 作詞・作曲:松任谷由実　編曲:大村雅朗
  - クリスマス・アルバム『金色のリボン』、『Christmas Tree』収録。
  - 松任谷由実のカバー（1980年12月1日、『SURF&SNOW』収録）。
10. 二人だけのクリスマス　（4:53）
  - 作詞:Seiko Matsuda　作曲:小森田実　編曲:大村雅朗
  - アルバム『Precious Moment』（1989年12月6日）、
  - 『Christmas Tree』収録
11. きっと、また逢える…　（4:44）
  - 作詞: Seiko Matsuda
  - 作曲: Seiko Matsuda・Ryo Ogura　編曲:Yuji Toriyama
12. 外は白い雪　（4:50）
  - 作詞: Seiko Matsuda
  - 作曲: Seiko Matsuda・Ryo Ogura　編曲:Ryo Ogura
  - クリスマス・アルバム『A Time for Love』収録
13. 抱いて…　（4:32）
  - 作曲・編曲:David Foster
  - アルバム『Citron』（1988年5月11日）収録

## 関連作品
- 金色のリボン
- LOVE BALLADE
- Snow Garden
- Christmas Tree
- Seaside 〜Summer Tales〜